# Pedro Pomar
Pedro Ventura Felipe de Araújo Pomar (Óbidos, 23 de septiembre de 1913 - São Paulo, 16 de diciembre de 1976) fue un político brasileño, fundador del Partido Comunista de Brasil (PCdoB).
Fue asesinado durante el ataque a balazos a la casa de la rúa Pío XI N.º 767 en el barrio paulistano de Lapa donde el Comité Central del PCdoB estuvo reunido entre los días 11 y 15 de diciembre de 1976. Este episodio quedó conocido como la Masacre de Lapa y es uno de los casos investigados por la Comisión de la Verdad.

## Biografía
Pedro Pomar nació el 23 de septiembre de 1913 en Óbidos. A los 5 años su familia se mudó para Nueva York, su madre Rosa de Araújo Pomar, natural de Maranhão, sus hermanos Roman y Eduardo, y su padre, el peruano Felipe Cossio del Pomar, escritor y pintor que sería, a fines de los años 1920, uno de los fundadores de la Alianza Popular Revolucionária Americana (APRA). La familia vivió en los Estados Unidos entre 1918 y 1920, hasta que la pareja se separó y Rosa regresó a Óbidos con sus tres hijos, manteniéndolos con su trabajo de costurera.
En 1926, con 13 años, dejó Óbidos y se mudó a Belém para estudiar en el Gymnásio Paraense, donde se involucró en la lucha política de los años 1930, convirtiéndose en un activista estudiantil. En 1930, participó de los movimientos políticos del estado de Pará, liderados por tenientes liberales pero no tuvo un acuerdo con ellos y decidiío dejar el movimiento.
En septiembre de 1932, participó de la organización de un levantamiento armado en favor de los constitucionalistas de São Paulo. Cuando la situación fue neutralizada, se refugió en Río de Janeiro en la casa de la escritora Eneida de Moraes, quien era militante comunista y periodista del Diário de Notícias y lo invitó a ingresar al Partido Comunista de Brasil (PCB).
Al salir de Río de Janeiro, Pedro regresó a Belém donde concluyó sus estudios secundarios e ingresó a la Facultad de Medicina con 19 años. En esa época, también jugaba fútbol profesionalmente por el Clube do Remo. El 5 de diciembre de 1935 se casó con Catharina Patrocínia Torres, que en esa época tenía 17 años. La pareja tuvo cuatro hijos incluyendo a Wladimir Pomar.
La primera vez que participó en elecciones fue el 30 de noviembre de 1935. En 1934, la Constitución había impuesto la realización de elecciones indirectas para los gobiernos estaduales. En Pará, el Partido Liberal se dividió en el Frente Único Paraense y la Unión Popular Paraense (UPP). Meses antes de la elección, la UPP vio la separación de varios grupos dentro de ella, incluyendo la "Ala Joven de la UPP" que fundó el Partido da Mocidade Paraense (en español: "Partido de la Juventud Paraense"), lanzando la candidatura encabezada por Pedro y Solermo Moreira. En esas elecciones, la UPP obtuvo 4,888 votos; el Partido Liberal, 4,460; las planchas Trabalhador para Trabalhador y Vanguarda Operária e Popular, juntas, 844; la Acción Integralista, 219; y el Partido da Mocidade do Pará, apenas 64 votos.
Pedro fue apresado por primera vez en enero de 1936, cuando cursaba el tercer año de facultad, y fue liberado el 16 de junio de 1937. Con el aumento de la represión política, Pomar decidió pasar a la clandestinidad, dejando sus estudios de medicina y convirtiéndose en militante profesional del PCB. Fue apresado nuevamente en septiembre de 1939 y sólo el 5 de agosto de 1941 consiguió fugar siguiendo un plan orquestado con la ayuda de compañeros comunistas como Maurício Grabois y Amarília de Vasconcelos.
Fue elegido con más de 100 mil votos  en enero de 1947 por el Partido Social Progresista (PSP) en la elección complementaria para la Cámara Federal, junto con otros militantes del PCB. El registro del partido, sin embargo, fue dejado sin efecto en 1947 durante el gobierno de Eurico Gaspar Dutra. Sólo Pedro Pomar y Diógenes Arruda Câmara, que habían sido formalmente elegidos por el PSP, no fueron expulsados a diferencia de todos los demás parlamentarios comunistas. En el parlamento denunciaba las arbitrariedades de la fuerza y la violencia represión política a los comunistas. Pero, además, Pomar facilitaba la entrada de sus compañeros a la clandestinidad y prestaba apoyo a los presos políticos.
Hubo un pedido de retiro de su mandato, iniciado por el diputado Nobre Filho. El motivo sería el discurso dado por Pomar en el Congreso Mundial por la Paz realizado en la Ciudad de México. Pomar fue jefe de la delegación brasileña en el vento. EL pedido fue rechazado por la Cámara y su mandato terminó en 1950. Luego de su mandato, Pomar regresó a la clandestinidad ya se prohibió la candidatura de comunistas por cualquier partido. Fue a vivir a Río Grande del Sur donde actuó en luchas populares y obreras bajo el apodo de "Ângelo". Durante ese periodo participó de la organización de la guerrilla de Porecatu al lado de João Saldanha y Gregório Bezerra.
En 1953, regresó a Río de Janeiro con su familia y poco después se fue a estudiar a la Unión Soviética hasta 1955. Entre 1957 y 1962, formó parte de la lucha interna del PCB, lo que hizo que su cargo, en esa época era de dirigente regional, pasase a ser de dirigente del Comité Distrital de Tatuapé. Luego de muchas divergencias, fue expulsado del partido y creó, en febrero de 1962, el PCdoB, junto con Ângelo Arroyo, Carlos Danielli, João Amazonas, Kalil Chace, Lincoln Oest y Maurício Grabois.
En 1964, con el golpe militar, la policía saqueó la casa de Pomar en el barrio de Tatuapé de la ciudad de São Paulo y decretó su prisión preventiva. Pomar se retiró para un escondite y vivió con su familia en la clandestinidad haciéndose pasar por un vendedor de medicinas en zonas rurales donde reclutaba militantes.

## Asesinato
Pedro murió en un episodio conocido como la Masacre de Lapa, la última gran operación de aniquilamiento de opositores políticos realizada por el régimen militar a través de sus órganos de seguridad. Pomar estaba junto a Ângelo Arroyo y João Batista Franco Drummond, en una reunión de la alta cúpula del PCdoB. Según la ficha de Pomar, "quien espió por la ventana vió al menos 10 vehículos del Ejército y 30 agentes policiales y militares armados con revólveres, carabinas y ametralladoras, apuntando a la casa número 767". Pomar y Arroyo murieron en el lugar; Drummond fue detenido y torturado hasta su muerte en el DOI-Codi.
La causa de la muerte de Pomar fue apuntada por los médicos legistas José Gonçalves Dias y Abeylard de Queiroz Orsini como "hemorragia interna traumática". El cadáver de Pomar fue alcanzado por aproximadamente 50 disparos.
Se cree que la reunión sólo fue descubierta por una traición: Jover Telles, miembro del Comité Central, fue apresado tres meses antes de la masacre y habría colaborado con el gobierno para capturar a sus compañeros del partido "a cambio de un buen trato y empleo para él y su hija en la fábrica de armas Amadeo Rossi, en Río Grande del Sur”.
Pomar fue enterrado con un nombre falso en Perus, en el Cementerio Dom Bosco. Em 1980 su cuerpo fue ubicado por su familia, que lo traslado hasta Belém de Pará.